# Ichthyophis bombayensis
Ichthyophis bombayensis és una espècie d'amfibis gimnofions de la família Ichthyophiidae que habita en els Ghats Occidentals, en l'estat de Kerala, Índia.